# Victor Cousin
Victor Cousin (París, 28 de noviembre de 1792 - Cannes, 14 de enero de 1867) fue un filósofo espiritualista y escritor francés del siglo XIX; elaboró una síntesis del pensamiento de Descartes, Kant y la escuela escocesa y es considerado el líder de la Escuela ecléctica.

## Biografía
En su vida de filósofo, fue discípulo de Pierre-Paul Royer-Collard y de Maine de Biran. Enseñó en la Sorbona y en la Escuela Normal Superior. Durante una estancia en Alemania, conoció a Hegel, a Jacobi y a Schelling. Editó las obras de Descartes, tradujo al francés a Platón y a Proclo y entre otras obras escribió una Histoire de la philosophie au XVIIIe siècle (Historia de la filosofía en el siglo XVIII, 1829), Du Vrai, du Beau et du Bien (Sobre lo verdadero, lo bello y el bien, 1853) y numerosas biografías de mujeres célebres del siglo XVII.
Su filosofía ecléctica puede estructurarse así:

El racionalismo cartesiano, el empirismo sensualista, la  filosofía del sentido común y el idealismo especulativo son la base de la Filosofía. Por tanto, los filósofos deben sacar de estos cuatro sistemas los aspectos verdaderos para construir el gran edificio del eclecticismo.

Consideraba todos los sistemas filosóficos como manifestaciones parciales de una realidad única y más amplia. Relacionada con esta concepción se encuentra su interés por el estudio de la historia de la filosofía, en la que junto a sus discípulos (Jules Simon, Jean-Philibert Damiron, Émile Saisset, Francisque Bouiller, B. Haureau, Charles de Rémusat, Adolphe Franck y otros) realizó extensas investigaciones y que, de un modo parecido a Hegel, de quien recibió cierto influjo, concibió como la manifestación de diversas etapas del espíritu, pero que, en oposición a él, no entendió como una revelación o autodespliegue del Espíritu absoluto en el proceso de la historia, sino como formas del espíritu susceptibles de regresión e indefinidamente repetidas. En 1830 se hizo miembro de la Academia Francesa y en 1832, de la "Academia de Ciencias Morales y Políticas". En 1840, tomó el cargo de consejero de Estado y el de ministro de Educación. En 1855, abandona su cátedra de la Sorbona.

## Obras
- 1820 - 1827 : Procli philosophi Platonici opera, 6 vol.
- 1826 : Fragments philosophiques
- 1827 : Eunape, pour servir à l'histoire de la philosophie d'Alexandrie
- 1828 : Nouveaux fragments philosophiques. Cours de l'histoire de la philosophie
- 1829 : Histoire de la philosophie au XVIIIe siècle, 2 vol.
- 1833 : De l'instruction publique en Allemagne, et notamment en Prusse, 2 vol.
- 1835 : De la métaphysique d'Aristote
- 1837 : De l'instruction publique en Hollande
- 1840 : Cours de philosophie morale. Philosophie scolastique
- 1841 : Cours d'histoire de la philosophie moderne.

Cours d'histoire de la philosophie morale au XVIIIe siècle, 5 vol.
- 1842 : Leçons sur la philosophie de Kant. Des pensées de Pascal
- 1843 : Introduction aux œuvres du père André. Fragments littéraires
- 1844 : Du scepticisme de Pascal. Défense de l'université et de la philosophie
- 1845 : Jacqueline Pascal
- 1846 : Fragments de philosophie cartésienne
- 1846 : Philosophie populaire
- 1848 : Justice et charité
- 1850 : De l'enseignement et de l'exercice de la médecine et de la pharmacie
- 1852 : La jeunesse de Mme de Longueville
- 1853 : Mme de Longueville pendant la Fronde
- 1854 : Mme de Sablé
- 1855 : Premiers essais de philosophie
- 1856 : Marie de Rohan, Mme de Chevreuse. Mme de Hautefort
- 1857 : Fragments et souvenirs littéraires
- 1858 : Du vrai, du beau et du bien
- 1859 : De la société française au XVIIIe siècle, d'après le grand Cyrus, 2 vol
- 1861 : Philosophie de Locke
- 1862 : Philosophie écossaise
- 1863 : Philosophie sensualiste au XVIIIe siècle
- 1865 : La jeunesse de Mazarin